# Tremoctopus gracilis
Tremoctopus gracilis е вид октопод от семейство Tremoctopodidae. Видът не е застрашен от изчезване.

## Разпространение
Разпространен е в Австралия, Американска Самоа, Бангладеш, Британска индоокеанска територия, Бруней, Вануату, Виетнам, Гватемала, Гуам, Джибути, Еквадор, Йемен, Източен Тимор, Индия, Индонезия, Ирак, Иран, Камбоджа, Катар, Кения, Кирибати, Китай, Кокосови острови, Колумбия, Коста Рика, Кувейт, Мавриций, Мадагаскар, Майот, Макао, Малайзия, Малдиви, Малки далечни острови на САЩ, Маршалови острови, Мексико, Мианмар, Микронезия, Мозамбик, Науру, Никарагуа, Ниуе, Нова Зеландия, Нова Каледония, Обединени арабски емирства, Оман, Остров Норфолк, Остров Рождество, Острови Кук, Пакистан, Палау, Панама, Папуа Нова Гвинея, Перу, Питкерн, Провинции в КНР, Реюнион, Салвадор, Самоа, Саудитска Арабия, САЩ, Северна Корея, Северни Мариански острови, Сейшели, Сингапур, Соломонови острови, Сомалия, Тайван, Тайланд, Танзания, Токелау, Тонга, Тувалу, Уолис и Футуна, Фиджи, Филипини, Френска Полинезия, Хондурас, Хонконг, Чили, Шри Ланка, Южна Корея и Япония.